# John Kander
John Kander (18 maart 1927) is een Amerikaans componist. Hij componeerde voornamelijk muziek voor musicals als Chicago en Cabaret. Hij werkte vaak samen met Fred Ebb, Liza Minnelli en Bob Fosse.

## Werken
Alle teksten door Fred Ebb, tenzij anders beschreven

### Musicals
- A Family Affair (1962) – Tekst door William Goldman
- Flora the Red Menace (1965)
- Cabaret (1966)
- Go Fly a Kite (1966) – Muziek en tekst ook door Walter Marks
- The Happy Time (1968)
- Zorba (1968)
- 70, Girls, 70 (1971)
- Chicago (1976)
- The Act (1978)
- Woman of the Year (1981)
- The Rink (1984)
- Diamonds (1984)
- And The World Goes 'Round (1991)
- Kiss of the Spider Woman (1992)
- Steel Pier (1997)
- Fosse (1999)
- Over and Over (1999)
- The Visit (2001)
- Curtains (2006) – additionele teksten door Rupert Holmes
- All About Us (revisie van Over and Over)
- The Scottsboro Boys (2010) (Sommige teksten door Kander zelf, na de dood van Ebb)
- The Landing (2013) - Tekst door Greg Pierce
- Kid Victory (2015) - Tekst door Greg Pierce
- The Beast in the Jungle (2018) – Tekst door David Thompson

### Film en televisie

##### Nummers voor films
- Cabaret (1972) – Bewerking van de nummers uit de musical
- Funny Lady (1975)
- Lucky Lady (1976)
- A Matter of Time, aka Nina (1976)
- New York, New York (1977)
- French Postcards (1979)
- Stepping Out (1991)
- Chicago (2002) – bewerking van de nummers uit de musical

##### Film-muziek
- Something for Everyone (1970)
- Kramer vs. Kramer (1979)
- Still of the Night (1982)
- Blue Skies Again (1983)
- Places in the Heart (1984)
- An Early Frost (TV film, NBC, 1985)
- I Want to Go Home (1989)
- Billy Bathgate (1991)
- Breathing Lessons (TV film, CBS, 1994)
- The Boys Next Door (TV film, CBS, 1996)

##### Televisie
- Liza! (1970)
- Ol' Blue Eyes Is Back (1973) (Frank Sinatra)
- Liza with a Z (1972)
- Gypsy In My Soul (1976) (Shirley MacLaine)
- Baryshnikov on Broadway (1980)[19]
- Liza in London (1986)[20]
- Sam Found Out, A Triple Play (1988)
- Liza Minnelli, Live From Radio City Music Hall (1992)

- Bibsys: 90383613
- Biblioteca Nacional de España: XX860071
- Bibliothèque nationale de France: cb13937263w (data)
- CiNii: DA14138301
- Gemeinsame Normdatei: 12099321X
- International Standard Name Identifier: 0000 0001 0907 8320
- Library of Congress Control Number: n82099819
- Nationale Bibliotheek van Letland: 000047748
- MusicBrainz: 3916e074-5c71-493a-8815-a78fc7d26ec2
- Nationale Bibliotheek van Tsjechië: xx0008720
- Nationale Bibliotheek van Israël: 987007306191505171
- Nederlandse Thesaurus van Auteursnamen: 069645973
- SNAC: w6md9q0n
- Système universitaire de documentation: 073355720
- Virtual International Authority File: 61735554
- WorldCat: E39PBJgCP6GM4thcBrH6Twyw4q